# Masone
Masone (Mason /maˈzuŋ/ in ligure) è un comune italiano di 3 300 abitanti della città metropolitana di Genova in Liguria.

## Geografia fisica

### Territorio

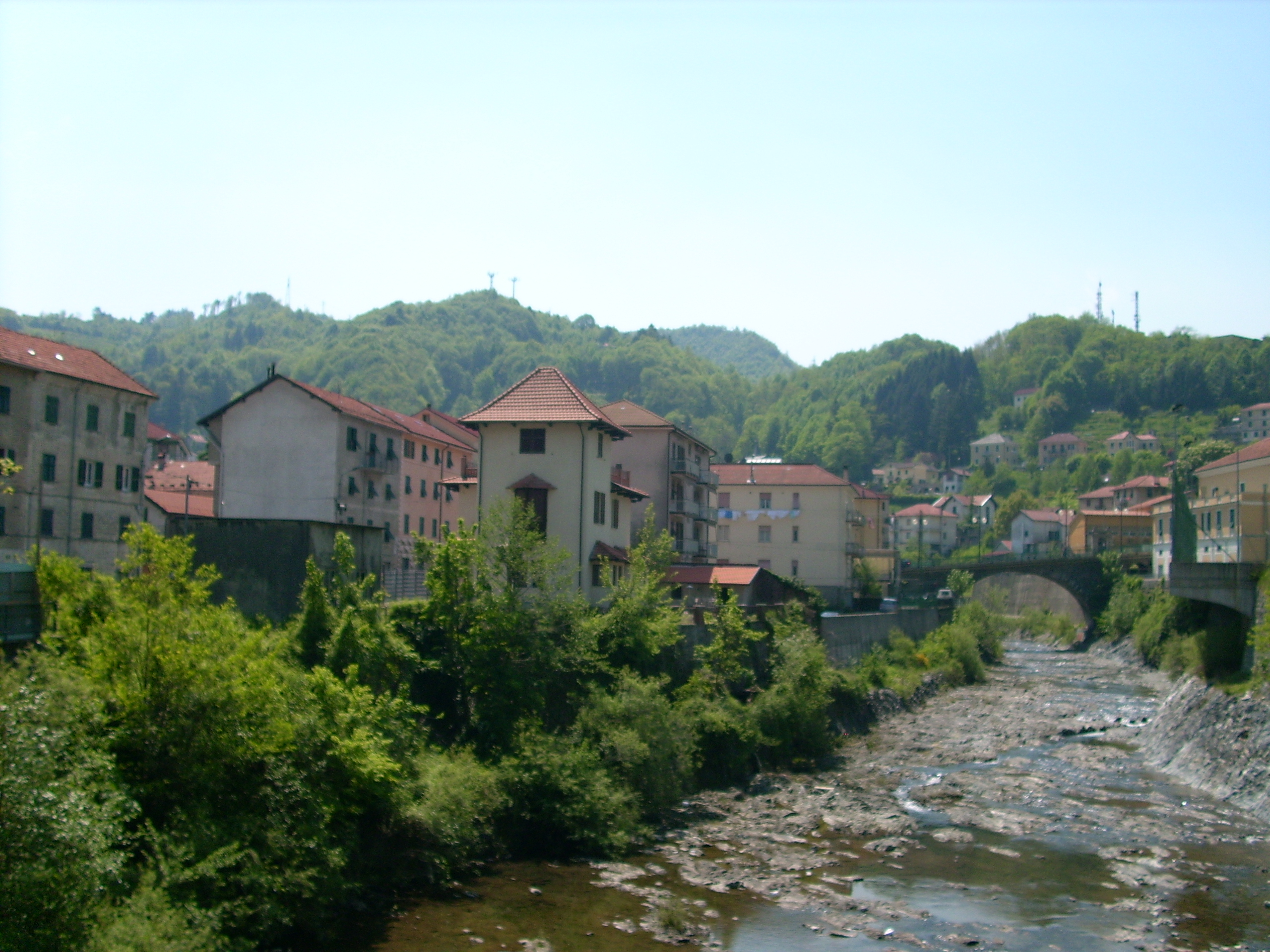
Lo Stura presso l'abitato di Masone

Tra i più importanti centri della valle Stura, ubicato a nord-ovest di Genova, Masone fa parte del Parco naturale regionale del Beigua.
Si trova sul versante settentrionale dello spartiacque appenninico, che in questa zona passa molto vicino alla costa ligure. La località Cappelletta di Masone si trova quasi all'altezza del crinale divisorio, verso il Bric del Dente (1107 m e sede dell'omonima oasi). Attraverso il valico del passo del Turchino (588 m s.l.m.), lungo la strada statale 456 del Turchino, è possibile il collegamento con Mele e quindi con il quartiere genovese di Voltri.
Tra le vette del territorio il Bric del Dentino (976 m), il Bric degli Angeli (971 m), il monte Giallo (970 m), il Bric La Masca (902 m), la Rocca Giana (901 m), il Bric della Sorba (859 m), il monte Basè (784 m), il monte Tacco (782 m), il Bric del Terma (760 m), il monte Croce (695 m), il Bric Caban (647 m), il Bric Vardiola (645 m), il Bric dell'Asino (574 m), il Bric Solardo (530 m).
Il centro urbano è diviso in due nuclei, quello storico - denominato "Castello" o "Paese vecchio" - sorge a 432 m sulle pendici meridionali di un modesto colle, posto sul versante sinistro della vallata e sul quale, fino al 1747, era collocato il castello.
A partire dai primi decenni del XIX secolo si è venuto a costituire un secondo nucleo urbano, ubicato nella piana alluvionale (391 m s.l.m.) sulla destra orografica del torrente Stura, a valle della confluenza di questo con il torrente Vezzulla; l'agglomerato urbano di fondovalle è detto localmente "Paese nuovo" o "Piana" data la sua natura alluvionale, in quanto è attraversata dal torrente Stura.

### Clima
Masone presenta un clima semicontinentale, gli inverni sono freddi, con temperature medie che oscillano tra gli 0 °C e i +2 °C, con frequenti inversioni termiche (non inusuali minime tra i -5° e i -7 °C in nottate caratterizzate da cielo sereno e calma di vento), ma spesso mitigati da deboli flussi umidi meridionali. Abbondanti e abbastanza frequenti le nevicate, nel periodo che va da dicembre a marzo, con accumuli finali che possono arrivare a 30–50 cm per episodio, la media delle precipitazioni nevose si aggira intorno ai 140–160 cm per inverno. Le estati sono generalmente fresche grazie all'influsso del mare, le cui brezze stemperano gli assolati pomeriggi estivi, medie tra i +20 °C e i +22 °C, massime raramente sopra i +30 °C e ampie escursioni termiche giornaliere, con frequenti minime tra i +10° e i +15 °C, che rendono le nottate masonesi gradevoli rispetto alla vicina città di Genova.
Caratteristica che rende Masone relativamente famoso è la sua proverbiale elevata piovosità, a causa della sua ubicazione immediatamente al di là dello spartiacque appenninico e della particolare morfologia del territorio circostante: in particolare, quando prevalgono correnti umide provenienti da S-SW queste incontrano un ostacolo naturale nei contrafforti meridionali del Gruppo del Beigua e, non essendo in grado di superarli, scivolano letteralmente su di essi scorrendo poi, favorite dalla morfologia ad imbuto della valle del rio Turchino, verso N-NE in direzione dell'alta Valle Stura, dove poi le precipitazioni subiscono un'amplificazione dovuta all'effetto stau; frequenti anche i temporali autorigeneranti. Le precipitazioni medie annue si aggirano intorno ai 1660 mm, ma con punte tra i 1800 e i 2000 mm nelle vallate poste a SE del centro abitato (immediatamente a ridosso del versante N dello spartiacque), rendendo Masone uno dei centri più piovosi del ponente ligure, ma ampiamente superato da altre vallate più ad est. Occasionalmente, soprattutto all'inizio della primavera e in autunno, deboli flussi meridionali possono apportare nubi basse marittime che si arrestano sul versante meridionale del rilievo appenninico, (lato sud del Turchino), lasciando invece Masone, ed i versanti padani in genere, sotto sole e cieli tersi; più spesso, in realtà, le nuvole riescono a svalicare il crinale del passo del Turchino determinando su Masone il fenomeno della "macaia".

## Storia

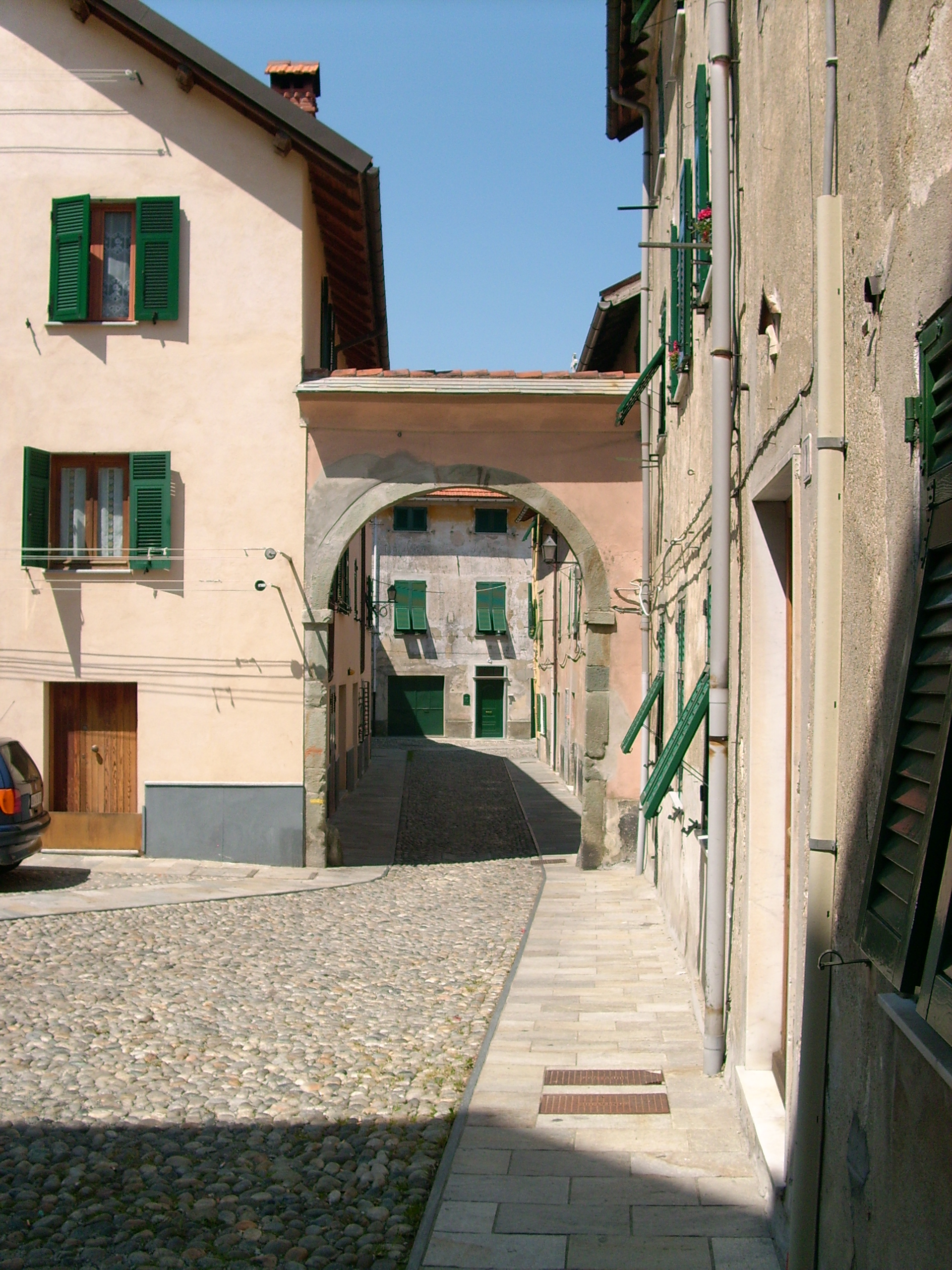
Scorcio del centro storico di Masone

Questo territorio fu del tutto privo di insediamenti umani sino all’anno Mille.
Nel corso dell'XI secolo divenne sede del monastero benedettino di Santa Maria di Vesolla, quale luogo di sosta dei pellegrini diretti al porto di Genova con meta Roma o la Terra santa.
Il territorio masonese entrò a far parte del marchesato degli Aleramici (marchesi Del Bosco) a metà del XII secolo. I marchesi fecero costruire in questo luogo una mansio, analoga alle stazioni di posta dell’età imperiale. In essa vennero fatti alloggiare uomini armati incaricati di presidiare il luogo, assistere i viandanti e riscuotere il pedaggio. Nel 1183 i marchesi Del Bosco investirono alcuni loro vassalli ovadesi del feudo Castro Mansioni del quale erano ben definiti i confini, uno dei quali rappresentato dalla estesa proprietà ecclesiastica del monastero benedettino. Venuti in contrasto con Genova, i marchesi Del Bosco risultarono perdenti e, alla fine del Duecento, vennero definitivamente allontanati con le armi da Masone che, da quel momento, divenne feudo della Repubblica di Genova. Genova assecondò il desiderio di nobili famiglie della città di possederlo per sfruttare a fini forestali e siderurgici gli estesi boschi e i molti corsi d’acqua di questo territorio.
A fine Duecento, Masone venne acquistato dalla famiglia Della Volta che fu investita del feudo dalla Repubblica, detentrice dell’alto Dominio. Nei secoli successivi i passaggi di proprietà si susseguirono numerosi. Nel 1343 Genova lo concesse in feudo ad Angelo Lomellino, commerciante della vena di ferro proveniente dall’Isola d’Elba. Angelo Lomellino fece costruire due ferriere per la cottura della vena con il metodo a “basso fuoco” alla Catalana per la produzione di semilavorati di ferro necessari alla città di Genova. Il feudatario fece giungere in feudo persone provenienti dalla Lombardia, esperte nella lavorazione del ferro: questi primi abitanti prenderanno il cognome di Macciò, continuando la loro presenza a Masone sino ai giorni nostri. Nel 1376 il feudo venne acquistato da Raffaele Spinola, che ne intensificò lo sfruttamento a fini siderurgici con la costruzione di una nuova e più grande ferriera, in aggiunta alle due già esistenti.
Nel corso del Quattrocento, con la fine dell’epopea cavalleresca, il feudo di Masone entrò in una profonda crisi. Il vicino monastero, che si era prima riconvertito in canonica regolare di Mortara e poi in monastero cistercense femminile, terminò la propria esistenza a fine Quattrocento, rimanendo abbandonato e soggetto a rovina.

Il feudo venne rilanciato dal marchese Antonio Spinola negli anni Venti del Cinquecento. Egli fece costruire un nuovo e moderno castello per presidiare la nuova strada dei Giovi che dall’Ovadese raggiungeva Voltri, via Cannelona. Vicino al castello una piccola chiesa: Santa Maria sotto il castello. Ulteriore impulso venne dato dal banchiere genovese Adamo Centurione che acquistò il feudo di Masone nel 1546 e contemporaneamente anche l’annessa proprietà dell’ex monastero cistercense abbandonato da tempo. Nei giorni 2 e 3 gennaio del 1547, venne a rifugiarsi al sicuro in questo castello il principe Andrea Doria, in fuga dalla capitale genovese, dove era in atto la congiura della famiglia Fieschi.

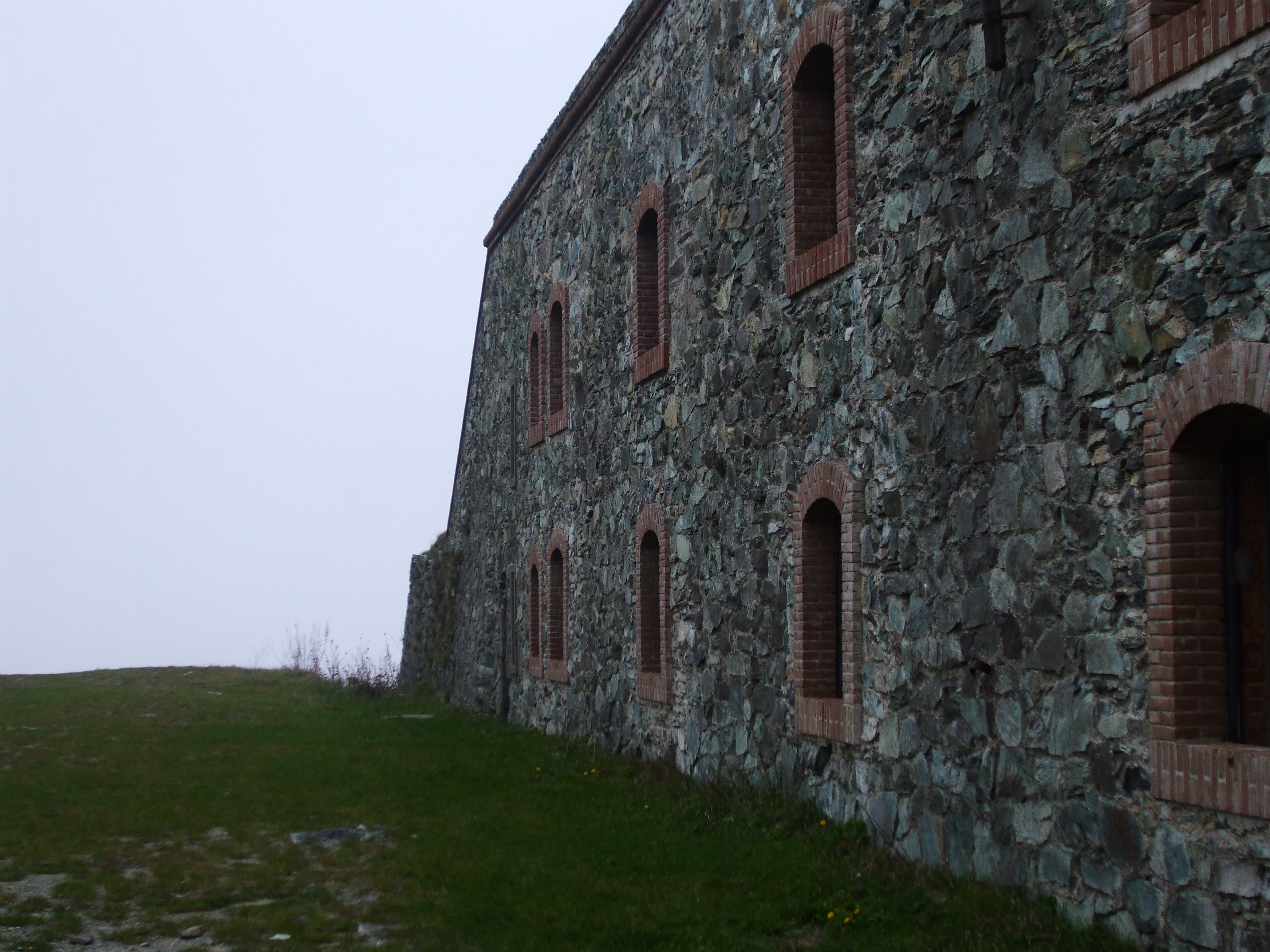
Il forte Geremia

La svolta maggiore si ebbe con Lazzaro Grimaldi Cebà, futuro doge di Genova, che comperò il luogo di Masone nel 1573 e promosse la costruzione di un borgo compatto attorno al castello dove far alloggiare i nuovi lavoranti richiamati in feudo per rilanciarne l’economia principale: quella siderurgica e della produzione di carbone vegetale. Per l’aumentata popolazione del borgo, nel 1580 Lazzaro Grimaldi Cebà fece costruire una chiesa più grande con annesso convento nel quale insediò i monaci agostiniani. Il nuovo monastero di Sant'Agostino si occupò della cura delle anime al posto del sacerdote secolare. A fine Cinquecento il feudatario masonese dovette affrontare numerose controversie con i vicini per questioni di confine. La più cruenta fu quella innescata con il confinante feudo imperiale di Campo, per la quale vi fu una temporanea pace nel 1595, suggellata dall’apparizione della Vergine sul monte Bonicca, che era all’origine della lite.
La prima metà del Seicento si connotò per un acceso contrasto tra i Masonesi con il feudatario Paolo Agostino Spinola prima e con il figlio Lazzaro Spinola: si confrontavano due visioni del tutto opposte sui destini futuri del feudo. La lite venne portata innanzi alla magistratura genovese che, alla fine, sentenziò a favore dei Masonesi, intimando al feudatario di cessare tutte le angherie e i soprusi nei confronti dei suoi sudditi.
Nella seconda metà del Seicento entrarono in crisi le ferriere locali, il cui sistema di fusione, col basso fuoco alla catalana, era superato da sistemi più moderni di fusione. La contrazione della siderurgia locale venne compensata con l’aumento delle cascine nel territorio e la conversione di molti sudditi al settore agricolo. Lo sviluppo delle cascine proseguì ininterrotto nei due secoli successivi, contestualmente con lo sviluppo delle fucine che si caratterizzarono in particolare per la produzione di chiodi fatti a mano. 
Nel primo Settecento il feudo passò nelle mani della famiglia Centurione. In occasione della guerra di successione austriaca il castello si trovò al centro di operazioni belliche. All’inizio di maggio del 1747 il castello, difeso da armati genovesi, venne attaccato dagli Austriaci e costretto ad arrendersi dopo 14 giorni di assedio, facendolo poi esplodere con molti sacchi di polvere pirica. Nel 1782 il feudo passò nella proprietà di Gian Carlo Pallavicini che, nel 1790, provvide a far spianare le rovine del castello e a realizzare al suo posto una grande piazza.

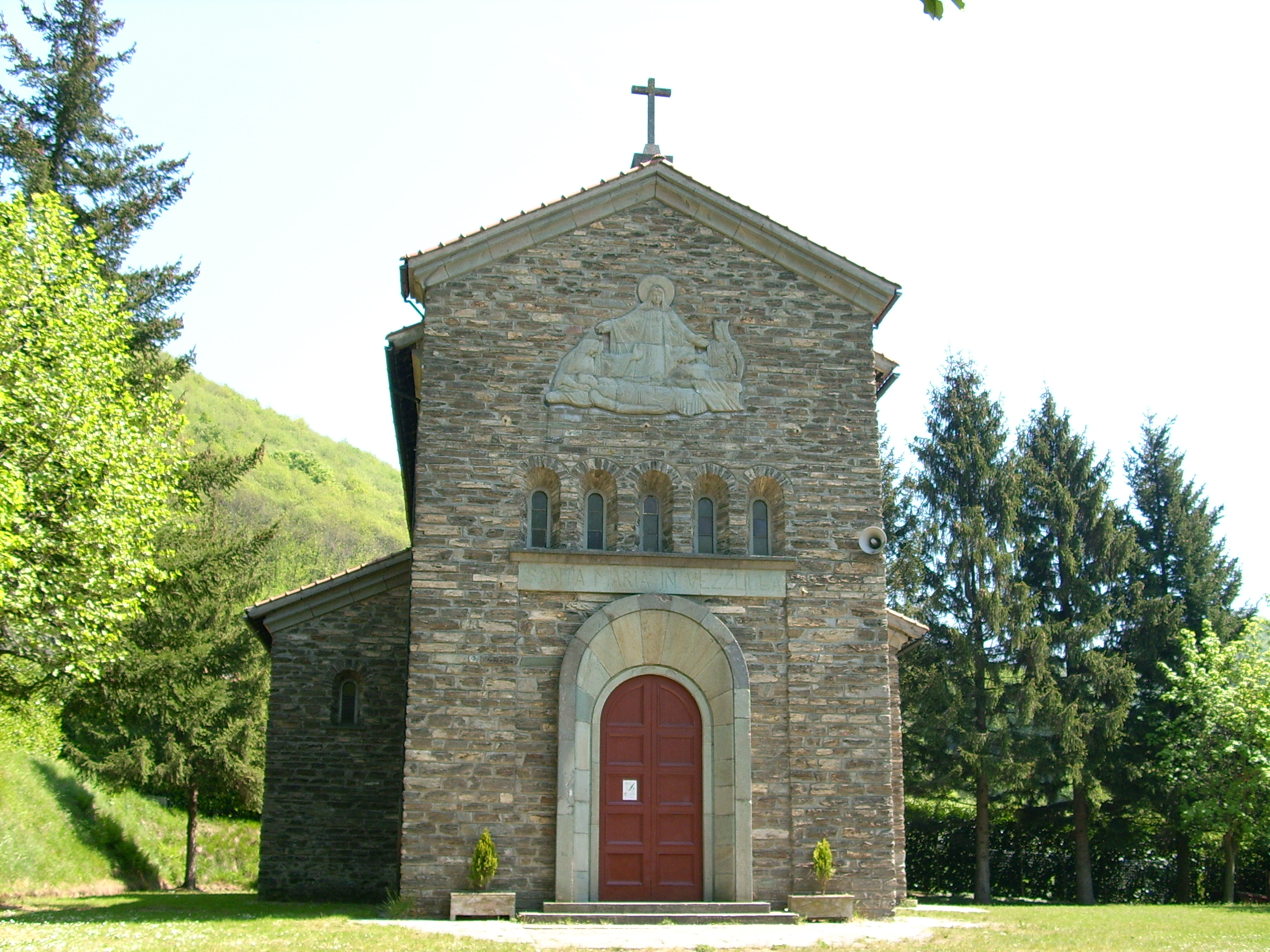
La chiesa di Santa Maria in Vezzulla

Nel 1797 cessò l’esistenza ufficiale del feudo di Masone e si costituiva la municipalità ispirata dal rinnovamento proveniente dalla Francia. Il comune diventava un cantone della giurisdizione della Cerusa, con capoluogo a Voltri. Nel 1814 Masone entrava a far parte del Regno di Sardegna e nel 1861 diventava comune del Regno d’Italia. Alla fine dell’Ottocento il Genio militare dell’esercito costruì sulle alture del paese il forte Geremia, terminato nel 1890, per il quale Masone divenne piazzaforte militare.
Nel primo Novecento Masone fu importante centro di villeggiatura estiva per la borghesia del Ponente genovese che vi costruì numerose ville, tra le quali spiccano la villa Bagnara su disegno dell'architetto Gino Coppedè e la villa Piaggio su disegno dell'architetto Riccardo Haupt.
Durante la seconda guerra mondiale Masone venne occupato dai tedeschi e fu al centro della rappresaglia nazi-fascista della settimana Santa del 1944, nota come strage della Benedicta. Il giorno di sabato 8 aprile 1944, vigilia della Pasqua, vennero fucilati in paese tredici giovani partigiani e seppelliti nella fossa comune di Piano Enrile. IL 19 maggio 1944, sulle alture del paese, nei pressi della Cappelletta vennero dai tedeschi fucilati i 59 partigiani del Turchino, anch’essi sotterrati in quel luogo in una fossa comune. Al termine della guerra, per iniziativa del sindaco della Liberazione, Carlo Pastorino, vennero riesumate le salme dei partigiani trucidati per tributare loro degne cerimonie funebri. Sui luoghi degli eccidi furono innalzati dei monumenti commemorativi. Lo stesso sindaco promosse la riedificazione della chiesa del Romitorio, sui resti dell’antica chiesa cistercense del XII secolo, che divenne il sacrario delle spoglie di alcune decine di partigiani trucidati in questi luoghi. Il Romitorio di Masone rappresenta un importante monumento dedicato ai partigiani.

### Simboli
Stemma
Gonfalone
Lo stemma e il gonfalone sono stati concessi con decreto del presidente della Repubblica del 10 luglio 2000.

## Monumenti e luoghi d'interesse

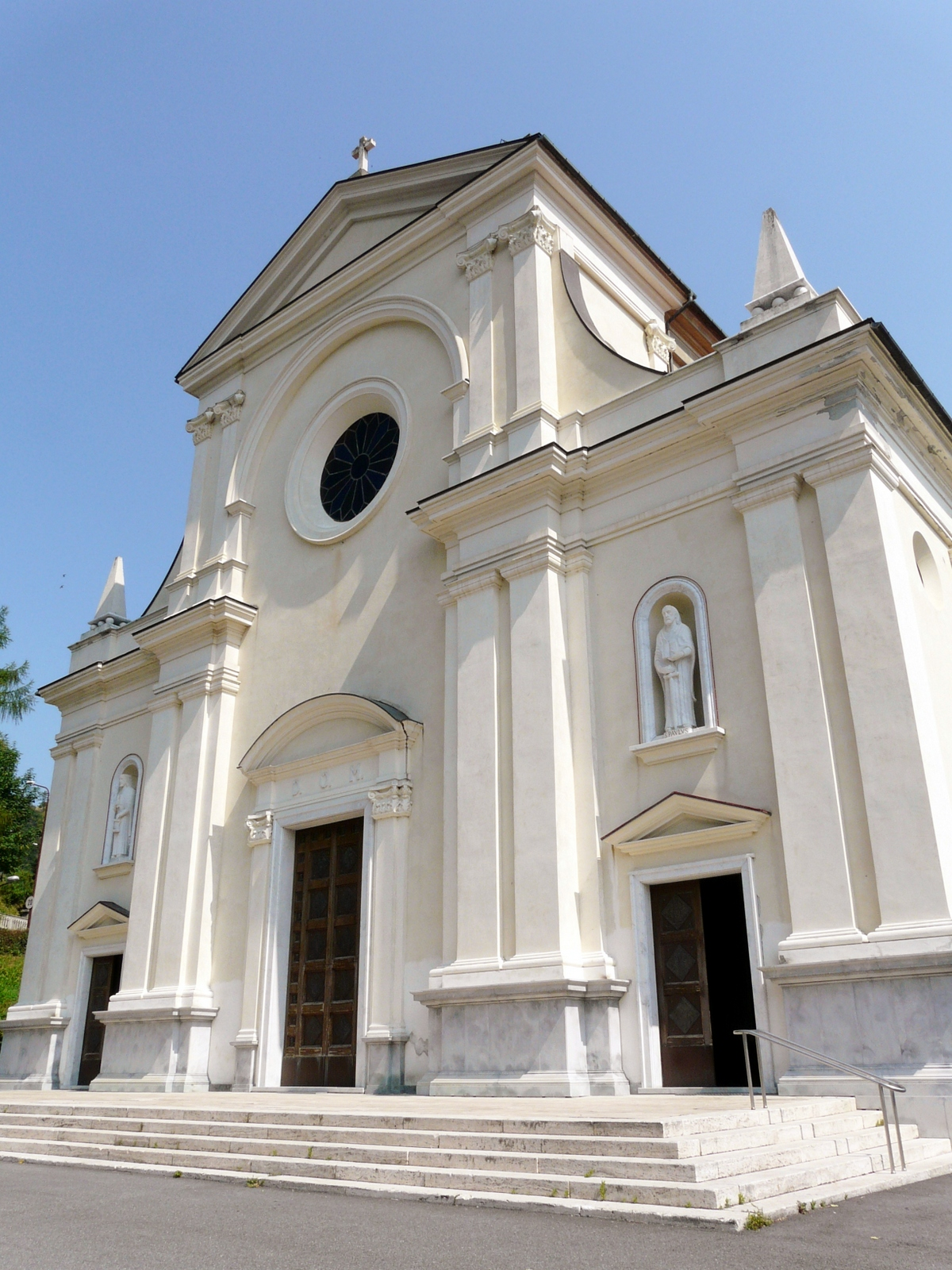
La chiesa parrocchiale di Cristo Re e Nostra Signora Assunta

### Architetture religiose
- Chiesa parrocchiale di Cristo Re e Nostra Signora Assunta nel capoluogo, aperta al culto nel 1927. L'edificio, a tre navate e in stile barocco, è la terza chiesa più grande della diocesi di Acqui, preceduta dalla cattedrale di Acqui e la parrocchia di Ovada; da evidenziare nella parrocchiale il grande concerto campanario (primo della diocesi e quarto in Liguria), composto da 11 campane in Si2 maggiore, di cui 10 fuse nel 1959 (nove della parrocchia e una campana civica) e la più piccola (dell'Arciconfraternita Natività di Maria Santissima e San Carlo) chiamata affettuosamente "dindin" dai masonesi è del 1660 circa. Altrettanto importante è l'organo posto sulla balaustra sopra la porta: composto da più di 2000 canne suonato ogni domenica e nelle solennità con grande maestria da organisti masonesi e non.
- Ex chiesa parrocchiale di Nostra Signora Assunta - Oratorio della Natività di Maria Santissima nel centro storico di Masone. L'edificio fu costruito tra il 1580 e il 1584 per volere del signore feudale - il doge della Repubblica di Genova, Lazzaro Grimaldi Cebà - riportando gravi danni strutturali durante la distruzione del castello locale. L'oratorio è sede dell'Arciconfraternita Natività di Maria SS. e San Carlo. Al suo interno i grandiosi crocifissi portati dai confratelli nelle processioni religiose del paese. La cripta, aperta al pubblico nel 1975 e ricavata sotto la chiesa, è una grande testimonianza delle modalità e delle tradizioni di sepoltura (diverse per nobili, clero e popolo) prima dell'editto di Saint Cloud di Napoleone, quando per motivi igienici fu vietata la sepoltura all'interno delle mura, e questa zona cimiteriale, che l'unico modo per accedervi erano delle botole nel pavimento, fu chiusa. Oggi nella cripta sono presenti anche parecchi reperti ritrovati nell'antico borgo masonese. Vi si celebrano la Santa Messa ogni sabato e tutte le funzioni proprie dell'Arciconfraternita, è inoltre disponibile per l'allestimento delle camere ardenti. Questo luogo di culto è inoltre noto per la festa della Natività di Maria Santissima nel primo sabato di settembre e la domenica che lo segue. Particolarmente suggestiva è la processione del sabato con gli artistici crocefissi e la Cassa di Maria Bambina, una delle più note e frequentate del Ponente. La domenica la Santa Messa solenne della Natività di Maria è la celebrazione principale della giornata. Sulla piazza antistante, in questa occasione, si viene allestita la secolare mostra fiera del bestiame e viene organizzata la tradizionale sagra.
- Ex convento degli agostiniani, ora museo civico "Andrea Tubino" nel centro storico di Masone.

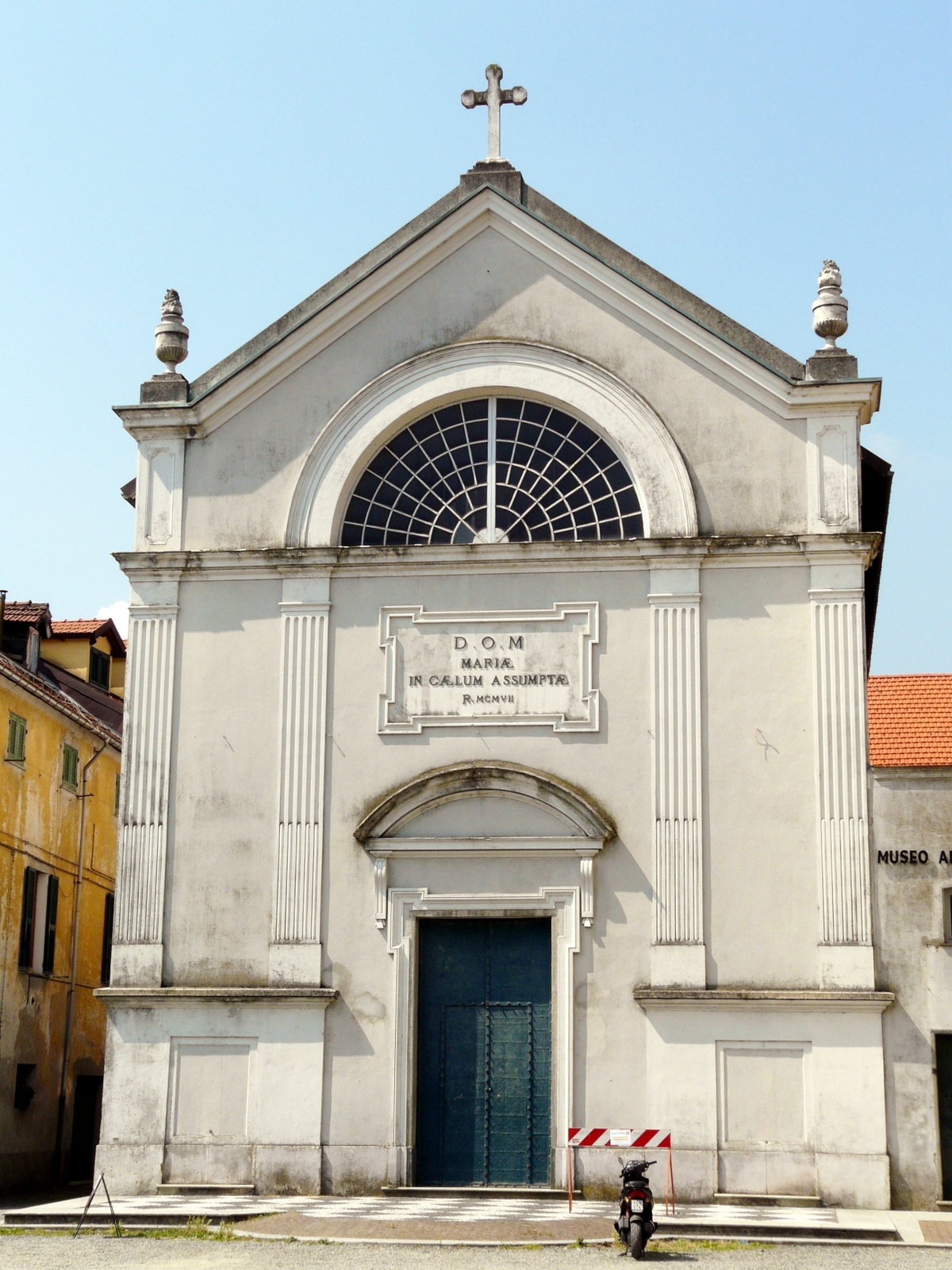
L'ex chiesa parrocchiale di Nostra Signora Assunta, sede della confraternita della Natività di Maria e San Carlo.

- Vecchio oratorio della Natività di Maria Santissima, nel centro storico di Masone. Questo Oratorio fu deturpato a seguito del sequestro eseguito dalle truppe naziste; qui si accamparono e distrussero i caratteristici sedili dei confratelli, tutte scolpite nel legno e messe rasenti le pareti laterali dell'oratorio. Esempi di questi capolavori sono ancora presenti in buona parte degli oratori liguri. L'edificio è stato poi usato come cinema, fabbrica di borse e pellami e attualmente come sala polivalente.
- Chiesa di Nostra Signora del Carmine. Eretta nel 1691 e ricostruita ad inizio Novecento si trova nel rione Autra e si presenta come una piccola chiesetta bianca a tre navate con piccolo campanile frontale. La festa titolare è il 16 luglio, memoria della Beata Vergine del Monte Carmelo.
- Chiesa di San Pietro e Madonna delle Grazie nella frazione di San Pietro. Abbastanza recente come costruzione (inizi del Novecento), presenta un'architettura rustica, all'esterno le monofore e il tetto a capanna ricordano lo stile romanico, sebbene le tinte e il suo rivestimento esterno in pietra ricordino lo stile neogotico. Gli interni ricordano le tipiche decorazioni moderne, senza allontanarsi dalla tradizione locale. La navata unica termina con un presbiterio rialzato e squadrato; le pareti interne non sono eccessivamente decorate, alternano motivi verdi-gialli in perfetta fusione con il panorama ambientale che la circonda. Riccamente decorata con affreschi di episodi biblici e simboli è la volta a botte. Proprio sul presbiterio le pitture raffigurano un'adorazione eucaristica, per terminare sul fondo con una raffigurazione simbolica degli evangelisti. Sulle pareti minori sono presenti una bifora e una trifora, decorate con scene dell'antico testamento. Ben più ricco di abbellimenti è la zona presbiteriale, che alla destra accoglie un importante crocifisso, al centro invece un tabernacolo in stile contemporaneo, decorato con neon (a spiga) a raggiera, richiamano alla centralità dell'Eucaristia; sopra il tabernacolo una nicchia custodisce la statua di San Pietro Apostolo patrono e titolare. Lungo la parete sinistra invece si fa largo la cappella della Madonna delle Grazie, un altare in marmo slancia verso la raffigurazione statuaria in gesso della Mater divinae Gratiae. Sebbene sia una chiesa campestre, la chiesa di San Pietro è un interessante esemplare di fusione tra tradizione, fede e innovazione. La suddetta chiesa fu sede parrocchiale nel Novecento per alcuni decenni, divenne poi chiesa succursale e mantiene tuttora le celebrazioni liturgiche festive.[senza fonte]
- Chiesa di Santa Maria in Vezzulla nella località del Romitorio. Nota come la chiesa del romitorio (costruita sul luogo di un romitorio, poi trasformato in monastero, in seguito abbandonato), l'edificio attuale è stato ricostruito nel 1946 su impulso del Sindaco della Liberazione, Prof. Carlo Pastorino "il Poeta", e adibito a sacrario dei partigiani che diedero la vita per la Libertà nella Strage del Turchino ed in altri eccidi delle zone limitrofe. Nella cripta di questa chiesa si trovano alcune delle loro sepolture assieme a quelle dei partigiani ignoti, del Sindaco e Vice Sindaco della Liberazione e di alcuni altri partigiani deceduti dopo la guerra e sepolti con i loro compagni.
- Santuario di Nostra Signora della Cappelletta nella località della Cappelletta. Questo santuario è stato eretto dall'Arciconfraternita Natività di Maria SS. e San Carlo in onore della Madonna quale ringraziamento per avere preservato la popolazione di Masone dalla peste di Genova del 1657, si dice fermando una donna che portava del pane infetto su dal capoluogo ligure. Proprio per questa grazia la popolazione masonese ogni anno, il 2 luglio, sale al santuario con il priore dell'Arciconfraternita e il parroco di Masone (che detiene il titolo di rettore del santuario) per celebrare la santa Messa del voto. Altre feste al Santuario sono la domenica dopo il due luglio (detta "di Sant'Elisabetta") e la domenica dopo l'8 settembre (Santissimo Nome di Maria). Nel 1957, nel trecentesimo anniversario della preservazione dalla peste di Genova, il cardinale Giuseppe Siri consacrò il Comune di Masone alla Madonna della Cappelletta; il giorno della Madonna del Rosario viene inoltre celebrata una Santa Messa di ringraziamento alla Vergine per aver protetto le vite dei masonesi durante le pesanti alluvioni avvenute nei secoli. Alla Madonna della Cappelletta sono particolarmente devoti i masonesi e gli abitanti della Val Cerusa, esso è particolarmente frequentato dagli abitanti della vicina Genova e assieme ai Santuari di N.S. delle Grazie e di N.S. dell'Acquasanta è uno dei tre principali della zona voltrese dell'Appennino. In questo Santuario celebrò ancora novello sacerdote il futuro Papa Benedetto XV

### Architetture civili

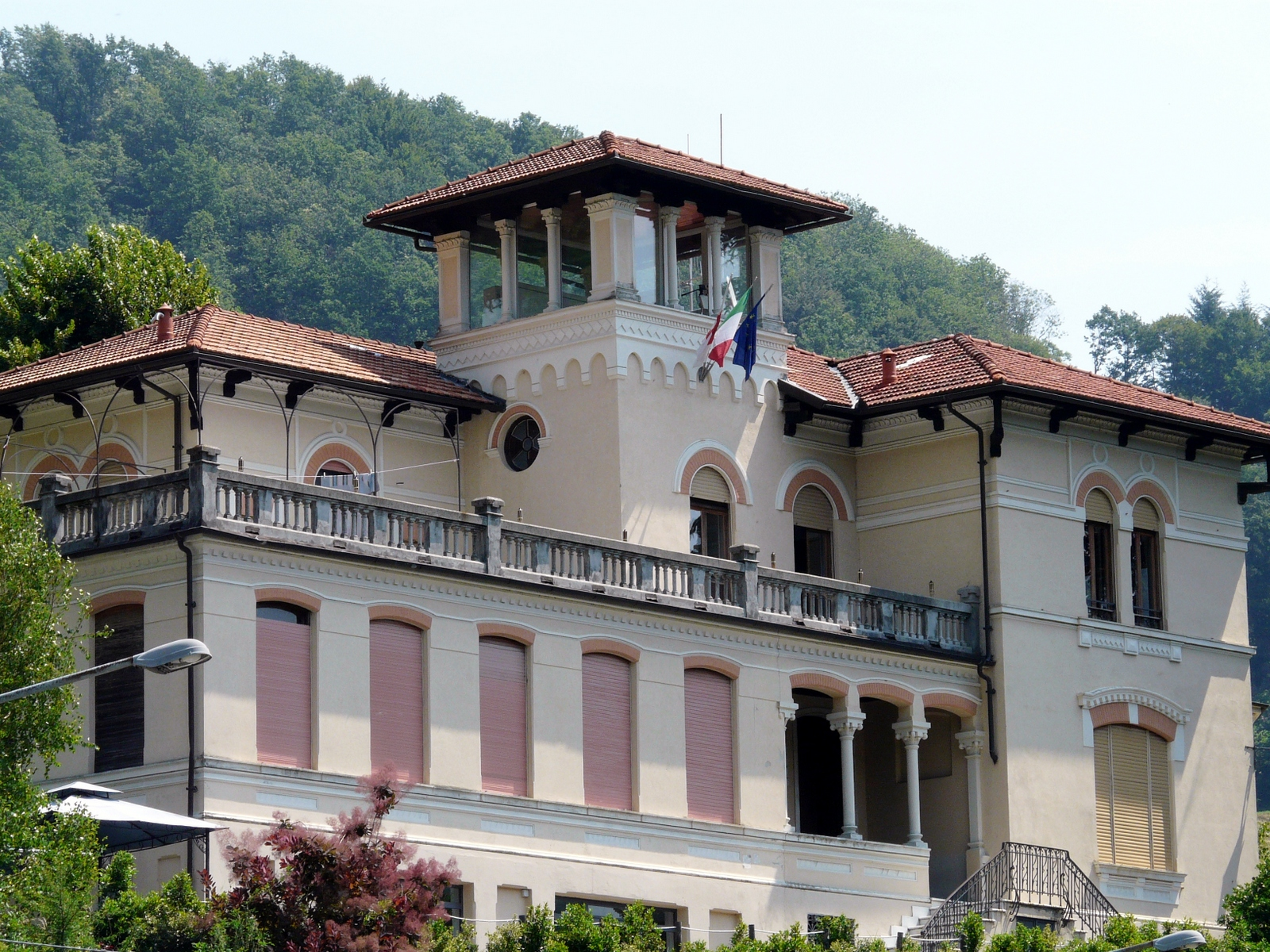
Villa Bagnara a Masone

- Villa Bagnara, sede del Comitato Locale della Croce Rossa Italiana e del centro visite del parco del Beigua.
- Opera "Mons. Macciò", sede dell'Oratorio Parrocchiale e dell'Associazione "Teatro-CineMasone".

### Architetture militari
- Forte Geremia, lungo il crinale dell'appennino ligure occidentale a 806 metri sul livello del mare, edificato dal Genio militare del Regno d'Italia sul finire del XIX secolo.

### Aree naturali
- Cascate del Serpente, una serie di salti d'acqua creati dal rio Masone in una vallata laterale della valle Stura.

## Società

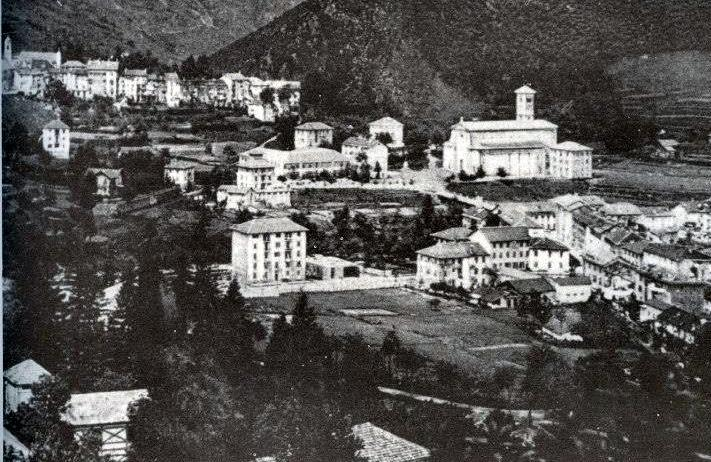
Panorama di Masone intorno al 1930

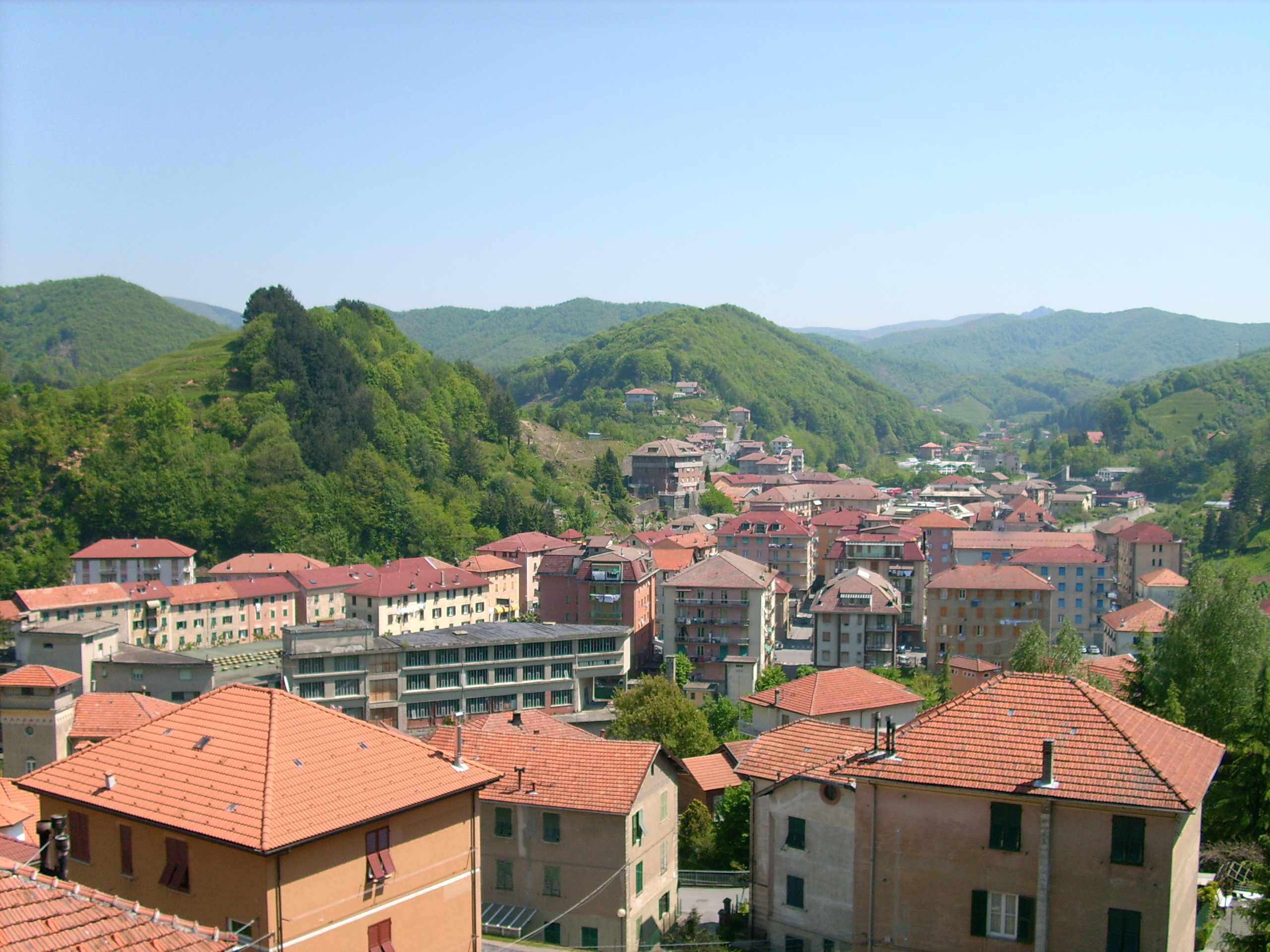
L'odierna cittadina

### Evoluzione demografica
Abitanti censiti

### Etnie e minoranze straniere
Secondo i dati Istat al 31 dicembre 2022, i cittadini stranieri residenti a Masone sono 122, così suddivisi per nazionalità, elencando per le presenze più significative:
1. Romania, 44

## Cultura

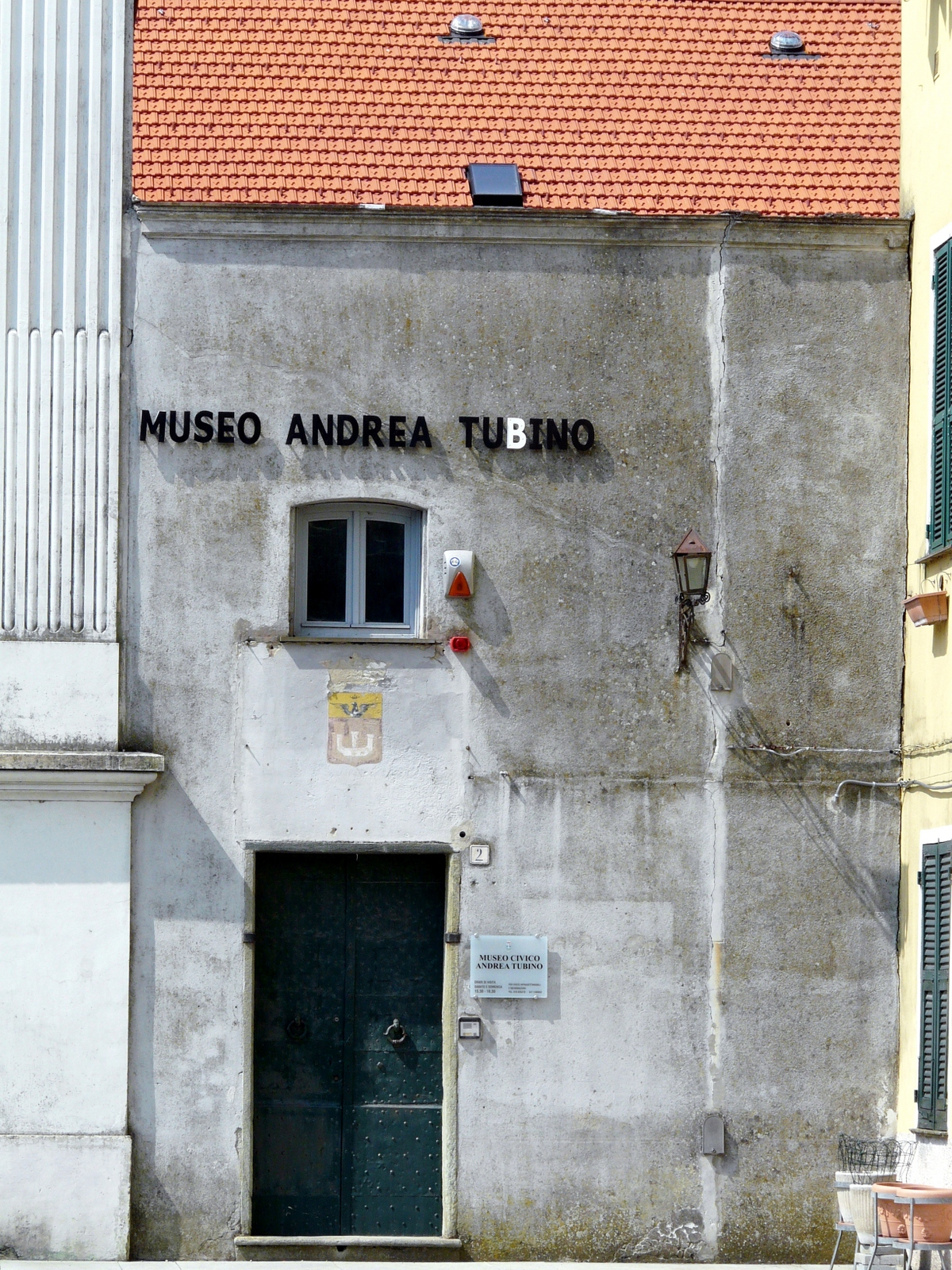
Ingresso del museo civico del ferro "Andrea Tubino"

### Istruzione

#### Musei

##### Museo civico "Andrea Tubino"
Negli anni settanta del Novecento, il museo nacque per opera del masonese Andrea Tubino, appassionato di antichità e storia locale, eclettico collezionista di utensili d'uso quotidiano, oggetti vecchi e antichi, strani e preziosi, manufatti dismessi, nel corso del tempo, perché superati dal progredire delle tecnologie.
La collezione di Tubino (oltre 5.000 pezzi) è divenuta, nel tempo, il museo degli usi e costumi della gente della valle Stura.
Nel 1993, a un anno dalla morte di Andrea Tubino, il museo fu definitivamente intitolato al suo fondatore.
Da oltre venticinque anni, il museo, che è ospitato nell'ex convento agostiniano del XVI secolo di piazza Castello, viene curato e gestito dall’associazione Amici museo di Masone onlus.
Al piano di ingresso (secondo piano dell’edificio) si trovano gli oggetti ed i reperti storici e archeologici che raccontano la storia della Valle Stura ed Orba (attività secolare della produzione e della lavorazione del ferro e del vetro. Archeologia, Etnografia). Al piano terra si possono ammirare la ricostruzione della fucina, un antico maglietto a testa d’asino, vecchie macchine per la lavorazione del ferro e i vecchi forni per il pane del XVI secolo.
Al primo piano si trovano le sale dedicate ai presepi con statuine di moltissime provenienze e datate XVII – XX secolo, molte delle quali firmate dagli autori. Un grande presepe di scuola genovese opera dell’artista Loly Persano Marsano ed uno in terracotta realizzato da Severa Fioretta Micca Pastorino costituiscono il valore artistico del Museo. Nel periodo natalizio, viene aperto un grandissimo presepe meccanizzato con oltre 150 movimenti che rappresenta Masone in miniatura intorno agli anni 1930.
Sempre al primo piano, due grandi sale sono dedicate a mostre temporanee di ogni tipo, compresa, da ormai 23 anni una rassegna internazionale di fotografia. Gianni Barengo Gardin, Fulvio Roiter, Franco Fontana, Mario Cresci, Mario de Biasi, Giuliana Traverso, Mario Vidor e molti altri della stessa levatura artistica, hanno reso un riferimento regionale per la fotografia, il museo di Masone.
Il terzo piano è dedicato alle collezioni, frutto di donazioni diverse. Lumi (dalla lucerna all’energia elettrica), donazione Tubino, donazione Adorno Sacerdote, minerali e fossili, biblioteca tematica e cappella privata dei monaci. Al quarto piano (sottotetto) è stata realizzata una sala conferenze e proiezione dotata delle più moderne attrezzature per concerti e proiezioni. Questa è anche dotata di sistema di controllo della temperatura e quindi utilizzabile in tutto l’arco dell’anno.
Due grandi giardini curati dall’Associazione, garantiscono la possibilità di manifestazioni di ogni tipo all’aperto.

### Media
Il Comune di Masone ha avuto, sino alla primavera del 2022, attive due emittenti locali televisive denominate TeleMasone e TeleTurchino, che hanno operato sul territorio per quasi 40 anni.
TeleMasone era gestita dall'Associazione Multimedia , dopo la chiusura i volontari stanno digitalizzando tutto il materiale audiovisivo. Parte del suo archivio si può visionare su www.telemasone.com

## Geografia antropica
Il territorio comunale comprende, oltre al capoluogo, la frazione di San Pietro e le località di Cappelletta, Val Masone e Val Vezzulla per un totale di 29,44 km².
Confina a nord con il comune di Campo Ligure, a sud con Genova e Mele, ad ovest con Tiglieto e ad est con Bosio (AL).

## Economia
Masone è stata storicamente famosa per la produzione e lavorazione del ferro, grazie alla notevole presenza in loco di fornaci e fucine. La presenza di fucine, molto numerose anche se di piccola dimensione (gestione basata su gruppi di famiglie) era fondata sulla produzione di carbone di legna dai cospicui boschi, presenti in regione, e sulla relativa vicinanza della città di Genova di cui era fornitrice di lavorati in ferro, soprattutto chiodi, per la cantieristica in legno, oltre che per usi comuni.
Un'importante produzione fu quella tessile basata sulla forza motrice data dalla ricchezza di acqua dei torrenti.
In zona sono attualmente presenti imprese di piccole e medie dimensioni, che operano nel campo dell'edilizia, o della carpenteria metallica.
L'attività agricola è ad oggi un'attività minore dell'economia masonese, che vede i terreni coltivati, o gerbidi sempre più ridotti, a fronte della massiccia estensione della superficie a bosco, è sempre comunque presente un modesto allevamento di bestiame bovino, non intensivo, da latte, di buona qualità.
Con il miglioramento della viabilità, (presenza di un casello autostradale), vi è un forte pendolarismo lavorativo degli abitanti verso Genova o, seppur in entità minore, verso il Basso Piemonte e la zona di Ovada.

## Infrastrutture e trasporti

### Strade
Il centro di Masone è attraversato principalmente dalla strada statale 456 del Turchino che gli permette il collegamento stradale con Mele, a sud, e con Campo Ligure a nord.
È raggiungibile anche grazie al proprio casello autostradale sull'autostrada A26.

### Ferrovie
Masone è dotato dal 1894 di una stazione ferroviaria, denominata Campo Ligure-Masone, perché situata a Campo Ligure, sulla linea ferroviaria Acqui Terme-Genova.

### Mobilità urbana
Dal comune di Genova un servizio di trasporto pubblico locale gestito dall'AMT garantisce quotidiani collegamenti bus con Masone e per le altre località del territorio comunale.

## Amministrazione

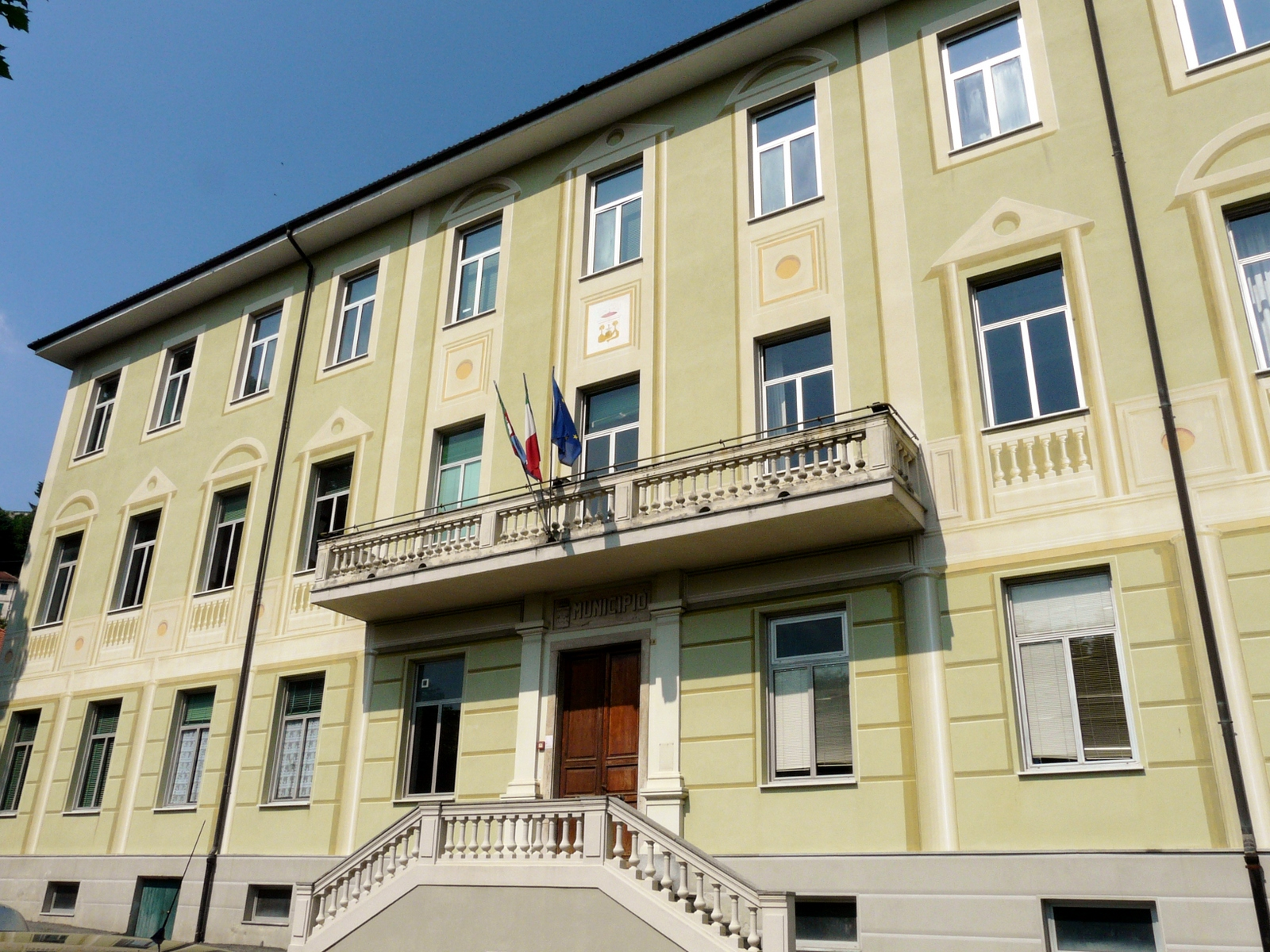
Il municipio e la scuola primaria

| Periodo          | Periodo         | Primo cittadino    | Partito                                                    | Carica      | Note   |
| ---------------- | --------------- | ------------------ | ---------------------------------------------------------- | ----------- | ------ |
| 25 giugno 1985   | 1º giugno 1990  | Pellegro Ottonello | DC                                                         | Sindaco     |        |
| 16 luglio 1990   | 24 aprile 1995  | Pellegro Ottonello | DC                                                         | Sindaco     |        |
| 24 aprile 1995   | 14 giugno 1999  | Pasquale Pastorino | Alleanza dei Progressisti                                  | Sindaco     |        |
| 14 giugno 1999   | 14 giugno 2004  | Pasquale Pastorino | Progetto 2000 per Masone (lista civica di centro-sinistra) | Sindaco     |        |
| 14 giugno 2004   | 8 giugno 2009   | Livio Ravera       | Insieme per Masone (lista civica di centro-sinistra)       | Sindaco     |        |
| 8 giugno 2009    | 26 maggio 2014  | Paolo Ottonello    | Insieme per Masone (lista civica di centro-sinistra)       | Sindaco     |        |
| 26 maggio 2014   | 27 maggio 2019  | Enrico Piccardo    | Per Masone (lista civica di destra-centro)                 | Sindaco     |        |
| 27 maggio 2019   | 1 novembre 2020 | Enrico Piccardo    | Per Masone (lista civica destra)                           | Sindaco     | [ 12 ] |
| 1º novembre 2020 | 4 ottobre 2021  | Omar Missarelli    | Per Masone (lista civica di destra)                        | Vicesindaco |        |
| 4 ottobre 2021   | in carica       | Omar Missarelli    | Per Masone (lista civica di destra)                        | Sindaco     |        |

### Altre informazioni amministrative
Masone fa parte dell'Unione dei comuni delle Valli Stura, Orba e Leira.

## Sport

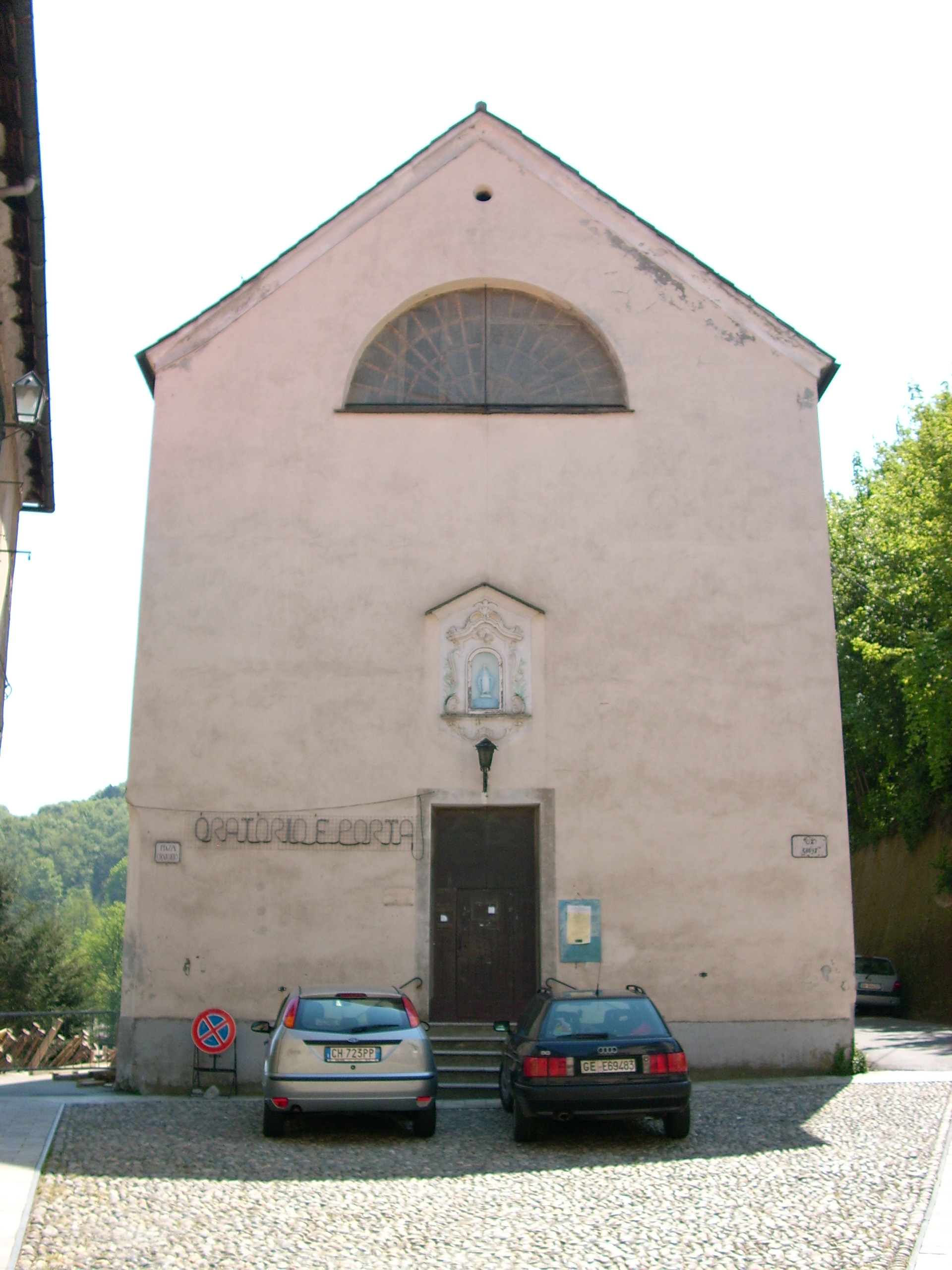
L'oratorio Fuori Porta (ex Natività della B.V.M Maria ora sconsacrato).

La principale squadra di calcio del comune è l'U.S.D. Masone che milita nel campionato di Prima Categoria.